# Championnats de Belgique de VTT
Les championnats de Belgique de vélo tout terrain sont des compétitions annuelles permettant de délivrer les titres de champions de Belgique de VTT. Les premiers championnats ont eu lieu en 1988.

## Palmarès masculin

### Cross-country
| Année | Lieu                | Or                      | Argent                  | Bronze                  |
| ----- | ------------------- | ----------------------- | ----------------------- | ----------------------- |
| 1988  | 5 manches           | Michel Parmentier       |                         |                         |
| 1989  | Ovifat              | Bart Musschoot          |                         |                         |
| 1990  | 6 manches           | Paul Herijgers          | Ludo De Rey             | Bart Musschoot          |
| 1991  | Butgenbach          | Paul Herijgers          |                         |                         |
| 1992  | Kluisbergen         | Paul Herijgers          | Bert Vervecken          | Ludwig Wynants          |
| 1993  | Kluisbergen         | Benny Heylen            | Jan Van Donink          | Peter Van Den Abeele    |
| 1994  | Houffalize          | Benny Heylen            | Bert Vervecken          | Danny De Bie            |
| 1995  | Tessenderlo         | Erwin Vervecken         | Filip Meirhaeghe        | Jan Van Donink          |
| 1996  | Spa                 | Filip Meirhaeghe        | Benny Heylen            | Peter Van Den Abeele    |
| 1997  | Vencimont           | Peter Van Den Abeele    | Filip Meirhaeghe        | Erwin Vervecken         |
| 1998  | Étalle              | Filip Meirhaeghe        | Peter Van Den Abeele    | Roel Paulissen          |
| 1999  | Thuin               | Roel Paulissen          | Peter Van Den Abeele    | Alex Moonen             |
| 2000  | Seraing             | Roel Paulissen          | Filip Meirhaeghe        | David Hankart           |
| 2001  | Michelbeke          | Filip Meirhaeghe        | Roel Paulissen          | Johan Coenen            |
| 2002  | Frasnes-lez-Anvaing | Roel Paulissen          | Filip Meirhaeghe        | Bjorn Rondelez          |
| 2003  | Libin               | Roel Paulissen          | Patrick Trévisan        | Gody Jacobs             |
| 2004  | Saint-Hubert        | Damien Bynens           | Roel Paulissen          | Jimmy Tielens           |
| 2005  | Tervuren            | Sven Nys                | Jimmy Tielens           | Bjorn Rondelez          |
| 2006  | Bastogne            | Filip Meirhaeghe        | Sven Nys                | Roel Paulissen          |
| 2007  | Ottignies           | Sven Nys                | Filip Meirhaeghe        | Davy Coenen             |
| 2008  | Malmedy             | Roel Paulissen          | Sven Nys                | Filip Meirhaeghe        |
| 2009  | Malmedy             | Roel Paulissen          | Sven Nys                | Bjorn Brems             |
| 2010  | Malmedy             | Kevin Van Hoovels       | Nico Vermeulen          | Pascal Hossay           |
| 2011  | Hal                 | Kevin Pauwels           | Sven Nys                | Kevin Van Hoovels       |
| 2012  | Beringen            | Kevin Pauwels           | Kevin Van Hoovels       | Sébastien Carabin       |
| 2013  | Froidchapelle       | Sven Nys                | Tom Meeusen             | Jonas De Backer         |
| 2014  | Ottignies           | Sven Nys                | Kevin Van Hoovels       | Robby De Bock           |
| 2015  | Ottignies           | Sven Nys                | Jeff Luyten             | Kevin Van Hoovels       |
| 2016  | Ottignies           | Ruben Scheire           | Sébastien Carabin       | Jonas De Backer         |
| 2017  | Erezée              | Jens Schuermans         | Kevin Panhuyzen         | Kevin Pauwels           |
| 2018  | Westouter           | Jens Schuermans         | Ruben Scheire           | Daan Soete              |
| 2019  | Houffalize          | Jens Schuermans         | Kevin Panhuyzen         | Daan Soete              |
| 2020  | Houffalize          | Annulé à cause du COVID | Annulé à cause du COVID | Annulé à cause du COVID |
| 2021  | Houffalize          | Jens Schuermans         | Daan Soete              | Pierre de Froidmont     |
| 2022  | Houffalize          | Jens Schuermans         | Pierre de Froidmont     | Jens Adams              |
| 2023  | Houffalize          | Pierre de Froidmont     | Jens Schuermans         | Arne Janssens           |
| 2024  | Beringen            | Pierre de Froidmont     | Daan Soete              | Clément Horny           |

### Cross-country short track
| Année | Or              | Argent              | Bronze     |
| ----- | --------------- | ------------------- | ---------- |
| 2024  | Jens Schuermans | Pierre de Froidmont | Daan Soete |

### Cross country eliminator
| Année | Lieu    | Or           | Argent              | Bronze          |
| ----- | ------- | ------------ | ------------------- | --------------- |
| 2012  | Waregem | Fabrice Mels | Kevin van Hoovels   | Robby De Bock   |
| 2013  | Anvers  | Fabrice Mels | Robby De Bock       | Jonas De Backer |
| 2014  | Gand    | Fabrice Mels | Robin Vanden Abeele | Bram Creve      |
| 2015  | Anvers  | Fabrice Mels | Ben Berden          | Jay Bytebier    |
| 2016  | Waregem | Fabrice Mels | Jay Bytebier        | Ruben Scheire   |

### Marathon
| Année | Lieu          | Or                | Argent              | Bronze                |
| ----- | ------------- | ----------------- | ------------------- | --------------------- |
| 2000  | Saint-Nicolas | Geert Verdeyen    | Georg Van Oudenhove | Joseph Boulton        |
| 2001  | Thourout      | Chris Deckers     | Stefaan Vermeersch  | Geert Verdeyen        |
| 2002  | Non disputé   |                   |                     |                       |
| 2003  | Wachtebeke    | Chris Deckers     | Christophe Bracke   | Joseph Boulton        |
| 2004  | Waregem       | Ronny Poelvoorde  | Bjorn Rondelez      | kris Lapere           |
| 2005  | Non disputé   |                   |                     |                       |
| 2006  | Verviers      | Roel Paulissen    | Davy Coenen         | Jimmy Tielens         |
| 2007  | Eijsden (NL)  | Roel Paulissen    | Nicolas Vermeulen   | Nico Berckmans        |
| 2008  | Grez-Doiceau  | Nicolas Vermeulen | Nico Berckmans      | Kevin van Hoovels     |
| 2009  | Eijsden (NL)  | Nicolas Vermeulen | Joris Massaer       | Frans Claes           |
| 2010  | Beringen      | Nicolas Vermeulen | Kevin van Hoovels   | Nick Daems            |
| 2011  | Eijsden (NL)  | Kevin van Hoovels | Joris Massaer       | Nick Daems            |
| 2012  | Non disputé   |                   |                     |                       |
| 2013  | Theux         | Joris Massaer     | Roel Paulissen      | Michiel Van Aelbroeck |
| 2014  | Achouffe      | Sébastien Carabin | Joris Massaer       | Frans Claes           |
| 2015  | Ottignies     | Frans Claes       | Wout Alleman        | Joris Massaer         |
| 2016  | Ottignies     | Frans Claes       | Sébastien Carabin   | Kevin Van Hoovels     |
| 2017  |               | Roel Paulissen    | Kevin Van Hoovels   | Joris Massaer         |
| 2018  | Malmedy       | Wietse Bosmans    | Roel Paulissen      | Sebastien Carabin     |
| 2019  | Malmedy       | Sébastien Carabin | Joris Massaer       | Wout Alleman          |
| 2020  |               | Timo Kielich      | Wout Alleman        | Frans Claes           |

### Descente
| Année | Lieu                | Or                  | Argent              | Bronze              |
| ----- | ------------------- | ------------------- | ------------------- | ------------------- |
| 2007  | Eijsden (NL)        | Roel Paulissen      | Nicolas Vermeulen   | Nico Berckmans      |
| 2008  | Malmedy             | Wouter Mertens      | Nicolas Casteels    | Simon Mathieu       |
| 2009  | Malmedy             | Dave Goris          | Nico Vink           | Randy Van Goubergen |
| 2010  | Malmedy             | Gilles Bertrand     | Kristof Lenssens    | Cédric Moermans     |
| 2011  |                     |                     |                     |                     |
| 2012  |                     |                     |                     |                     |
| 2013  | La Roche-en-Ardenne | Gilles Bertrand     | Dave Goris          | Gregoire Pazdziorko |
| 2014  | Vielsalm            | Robin Van Goubergen | Kevin Vanwetswinkel | Dave Goris          |
| 2016  | La Roche-en-Ardenne | Gregoire Pazdziorko | Nicolas Mathieu     | Dave Goris          |
| 2017  | Bouillon            | Gregoire Pazdziorko | Nicolas Mathieu     | Corenthin Balsacq   |

### 4-Cross
| Année | Lieu         | Or               | Argent            | Bronze          |
| ----- | ------------ | ---------------- | ----------------- | --------------- |
| 2007  | Eijsden (NL) | Roel Paulissen   | Nicolas Vermeulen | Nico Berckmans  |
| 2008  | Malmedy      | Nicolas Delmelle | Johnny Magis      | Frederik Wuyts  |
| 2009  | Malmedy      | Arnaud Dubois    | Jeremy Morland    | Johnny Magis    |
| 2010  | Malmedy      | Gilles Bertrand  | Kristof Lenssens  | Kristof Mathieu |

### Enduro
| Année | Lieu       | Or               | Argent           | Bronze           |
| ----- | ---------- | ---------------- | ---------------- | ---------------- |
| 2014  | Neupré     | Martin Maes      | Johnny Magis     | Bart De Vocht    |
| 2016  | Houffalize | Martin Maes      | Bertrand Gilles  | Jan Denuwelaere  |
| 2017  | Aywaille   | Martin Maes      | Julien Soussigne | Loïc Maryns      |
| 2018  | Neupré     | Martin Maes      | Julien Soussigne | Bart De Vocht    |
| 2019  | Bouillon   | Bart De Vocht    | Julien Soussigne | Rémi Cara        |
| 2022  | Aywaille   | Martin Maes      | Gilles Franck    | Olivier Bruwiere |
| 2023  | Bouillon   | Olivier Bruwiere | Gilles Franck    | Robin Matot      |

### Beachrace
| Année | Lieu        | Or                 | Argent            | Bronze               |
| ----- | ----------- | ------------------ | ----------------- | -------------------- |
| 2015  | Oostende    | Bert Van Lerberghe | Pieter Ghyllebert | Frederik Decaesteker |
| 2016  | Bredene     | Bert Van Lerberghe | Joris Massaer     | Frederik Decaesteker |
| 2018  | Middelkerke | Timothy Dupont     | Davy Commeyne     | Jarl Salomein        |
| 2021  | Bredene     | Timothy Dupont     | Emiel Vermeulen   | Jasper Dejaegher     |
| 2022  | Bredene     | Jordi Warlop       | Sep Vanmarcke     | Bert Van Lerberghe   |
| 2023  | Bredene     | Tim Merlier        | Jordi Warlop      | Bert Van Lerberghe   |

## Palmarès féminin

### Cross-country
| Année | Lieu                | Or                      | Argent                  | Bronze                  |
| ----- | ------------------- | ----------------------- | ----------------------- | ----------------------- |
| 1992  | Kluisbergen         | Sylvie Slos             |                         |                         |
| 1993  | Kluisbergen         | Lory Laroy              | Sylvie Slos             | Conny Wellens           |
| 1994  | Houffalize          | Lory Laroy              | Hilde Quintens          | Conny Wellens           |
| 1995  | Tessenderlo         | Lory Laroy              | Ria Claes               | Hilde Fobelets          |
| 1996  | Spa                 | Lory Laroy              |                         |                         |
| 1997  | Vencimont           | Lory Laroy              | Valérie Battaire        | Hilde Van Deun          |
| 1998  | Etalle              | Lory Laroy              | Hilde Van Deun          | Hilde Quintens          |
| 1999  | Thuin               | Lory Laroy              | Hilde Van Deun          | Lien Verhaeghe          |
| 2000  | Seraing             | Hilde Quintens          | Lory Laroy              | Valérie Battaire        |
| 2001  | Michelbeke          | Hilde Quintens          | Lory Laroy              | Hilde Van Deun          |
| 2002  | Frasnes-lez-Anvaing | Hilde Van Deun          | Hilde Quintens          | Carine Van Aertselare   |
| 2003  | Libin               | Hilde Van Deun          | Hilde Quintens          | Catherine Delfosse      |
| 2004  | Saint-Hubert        | Catherine Delfosse      | Hilde Quintens          | Valérie Battair         |
| 2005  | Tervuren            | Catherine Delfosse      | Hilde Quintens          | Joyce Vanderbeken       |
| 2006  | Bastogne            | Catherine Delfosse      | Githa Michiels          | Petra Mermans           |
| 2007  | Ottignies           | Kristien Nelen          | Petra Mermans           | Ilke Dejongh            |
| 2008  | Malmedy             | Githa Michiels          | Maaike Polspoel         | Kristien Nelen          |
| 2009  | Malmedy             | Sanne Cant              | Kristien Nelen          | Githa Michiels          |
| 2010  | Malmedy             | Kristien Nelen          | Githa Michiels          | Petra Mermans           |
| 2011  | Hal                 | Joyce Vanderbeken       | Petra Mermans           | Githa Michiels          |
| 2012  | Beringen            | Githa Michiels          | Sanne Cant              | Kristien Nelen          |
| 2013  | Froidchapelle       | Githa Michiels          | Sanne Cant              | Alicia Franck           |
| 2014  | Ottignies           | Githa Michiels          | Alice Pirard            | Petra Mermans           |
| 2015  | Ottignies           | Githa Michiels          | Alice Pirard            | Alicia Franck           |
| 2016  | Ottignies           | Githa Michiels          | Alicia Franck           | Alice Pirard            |
| 2017  | Érezée              | Githa Michiels          | Alice Pirard            | Eva Maria Palm          |
| 2018  | Westoutre           | Githa Michiels          | Joyce Vanderbeken       | Emeline Detilleux       |
| 2019  | Houffalize          | Githa Michiels          | Emeline Detilleux       | Joyce Vanderbeken       |
| 2020  | Houffalize          | Annulé à cause du COVID | Annulé à cause du COVID | Annulé à cause du COVID |
| 2021  | Houffalize          | Emeline Detilleux       | Githa Michiels          | Britt Segher            |
| 2022  | Houffalize          | Emeline Detilleux       | Githa Michiels          | Steffi Witvrouwen       |
| 2023  | Houffalize          | Emeline Detilleux       | Alicia Franck           | Githa Michiels          |
| 2024  | Beringen            | Emeline Detilleux       | Britt Segher            | Tessa Zwaenepoel        |

### Cross-country short track
| Année | Or                | Argent       | Bronze |
| ----- | ----------------- | ------------ | ------ |
| 2024  | Emeline Detilleux | Britt Segher |        |

### Cross country eliminator
| Année | Lieu    | Or             | Argent            | Bronze         |
| ----- | ------- | -------------- | ----------------- | -------------- |
| 2012  | Waregem | Githa Michiels | Joyce Vanderbeken | Kristien Nelen |
| 2013  | Anvers  | Githa Michiels | Petra Mermans     | Kristien Nelen |
| 2014  | Gand    | Petra Mermans  | Fien Lammertyn    |                |
| 2015  | Anvers  | Petra Mermans  | Aurélie Vermeir   | Fien Lammertyn |

### Marathon
| Année | Lieu         | Or                 | Argent             | Bronze             |
| ----- | ------------ | ------------------ | ------------------ | ------------------ |
| 2005  |              | Joyce Vanderbeken  | Kim Saenen         | Kristien Nelen     |
| 2006  |              | Catherine Delfosse | Githa Michiels     | Kim Saenen         |
| 2007  | Eijsden (NL) | Catherine Delfosse | Kim Saenen         | Petra Mermans      |
| 2008  | Grez-Doiceau | Githa Michiels     | Petra Mermans      | Catherine Delfosse |
| 2009  | Eijsden (NL) | Catherine Delfosse | Mieke Deroo        | Anja Geldof        |
| 2010  | Beringen     | Kim Saenen         | Petra Mermans      | Githa Michiels     |
| 2011  | Eijsden (NL) | Petra Mermans      | Catherine Delfosse | Githa Michiels     |
| 2012  | Non disputé  |                    |                    |                    |
| 2013  | Theux        | Alice Pirard       | Inne Gantois       | Kim Saenen         |
| 2014  | Achouffe     | Alice Pirard       | Petra Mermans      | Kim Saenen         |
| 2015  | Ottignies    | Alice Pirard       | Marlies Beckers    | Inne Gantois       |
| 2016  | Ottignies    | Alice Pirard       | Nele Van Maldeghem | Eva Maria Palm     |
| 2017  |              | Alice Pirard       | Sara Van Peer      | Sara Michielsens   |
| 2018  | Malmedy      | Alice Pirard       | Kristien Achten    | Kim Saenen         |
| 2019  | Malmedy      | Alice Pirard       | Kristien Achten    | Joyce Vanderbeken  |

### Descente
| Année | Lieu                | Or               | Argent         | Bronze       |
| ----- | ------------------- | ---------------- | -------------- | ------------ |
| 2016  | La Roche-en-Ardenne | Roos Op De Beeck | Kristien Nelen |              |
| 2017  | Bouillon            | Roos Op De Beeck | Kristien Nelen | Camille Maes |

### Enduro
| Année | Lieu       | Or                | Argent            | Bronze           |
| ----- | ---------- | ----------------- | ----------------- | ---------------- |
| 2014  | Neupré     | Kristien Nelen    | Alexandra Marchal | Alicia Franck    |
| 2016  | Houffalize | Alexandra Marchal | Kristien Nelen    | Liesbeth Hessens |
| 2017  | Aywaille   | Alexandra Marchal | Camille Maes      | Kristien Nelen   |

### Beachrace
| Année | Lieu        | Or                   | Argent            | Bronze               |
| ----- | ----------- | -------------------- | ----------------- | -------------------- |
| 2015  | Oostende    | Grace Verbeke        | Sanne Bamelis     | Lieselot Decroix     |
| 2016  | Bredene     | Grace Verbeke        | Terry Fremineur   | Sanne Bamelis        |
| 2018  | Middelkerke | Terry Fremineur      | Grace Verbeke     | Veronique Florizoone |
| 2021  | Bredene     | Veronique Florizoone | Kimberly Peeters  | Sarah Ten Hartog     |
| 2022  | Bredene     | Grace Verbeke        | Joyce Vanderbeken | Mieke Dockx          |
| 2023  | Bredene     | Grace Verbeke        | Lotte Claes       | Jesse Vandenbulcke   |